# 차크라 한

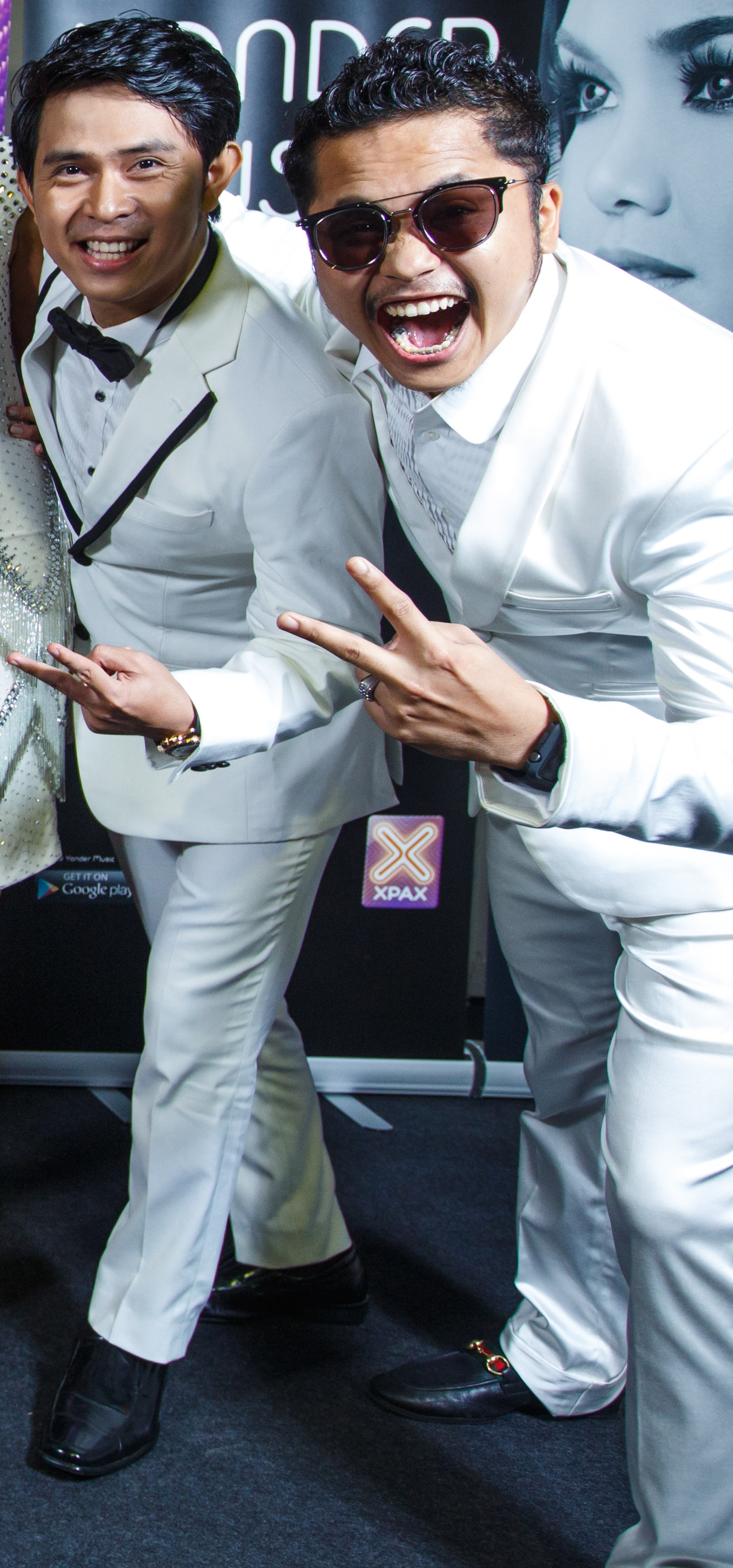

차크라 한(인도네시아어: Cakra Rhan)은 인도네시아의 가수이다. 2012년 <Harus Terpisah>로 데뷔했으며, 이 노래가 떠오르면서 인도네시아의 대표적인 인기 가수로 떠올랐다. 2013년 정규 앨범 <Cakar Khan>을 냈고, 2014년 말레이시아의 가수 시티 누르할리자와 듀엣으로 부른 <Seluruh Cinta>를 발매했다.

## 노래

### 앨범
- <Cakra Khan> (2013)

### 대표곡
- <Harus Terpisah> (2012)
- <Seluruh Cinta> (feat. Siti Nurhaliza) (2014)